# Ultrafényes röntgenforrás
Az ultrafényes röntgenforrás (ULX, Ultra Luminous X-ray Source) más galaxisok felvételein látható, a galaxismagon kívül látszó, fényes, pontszerű röntgenforrás, melynek kibocsátott energiája több mint 1032 watt másodpercenként (1039 erg/s), izotróp (minden irányba egyenletes intenzitással kibocsátott) sugárzást feltételezve. Nem minden galaxisban látható ilyen objektum (Tejútrendszerünkben sem ismerünk ilyet), amelyik galaxisban van, rendszerint abban sincs egynél több. Napjainkban általában a köztes tömegű fekete lyukak körüli akkréciós korongokból eredő sugárzásnak gondolják őket, de létezik több más, szóba jöhető forrás is.
Ilyen objektumokat ismerünk többek között az M74, M82, M101, az NGC 1313 az NGC 5408, és a Holmberg II galaxisokban.